# فوكا
فوكا (باليابانية: 風夏، بالروماجي: Fūka)، هي سلسلة مانغا شونن يابانية كتابة ورسم كوجي سيو. ونشر كودانشا. بدأ نشر السلسلة في مجلة ويكلي شونن ماغازين تابعة لمجلة شونن أسبوعية، في فبراير 12، 2014.
وضبطت على شكل أنمي وبتث لأول من طرف ديوميديفي يناير 6، 2017.

## قصة
تتحدث القصة عن يو هارونا، فتى منعزل ومدمن على تويتر، قطع وعدا لصديقة طفولته كيوكي هيناشي بأن يشكلا فرقة موسيقية. في إحدى ليالي، في طريقه لشراء الغداء، توقف ليلتقط صورة لينشرها في تويتر. فجأة اصطدمت به فتاة تدرس في ثانوية للفتيات اسمها فوكا، وبالخطأ ظنت أنه التقط صورة لسروالها، ما دفعها لكسر هاتفه. لكنها نسيت أن تحمل أحد الأقراص الصلبة التي سقطت منها، فأعاده يو لها في اليوم التالي. أعجبت فوكا بشخصية يو، وبدأت علاقتها به، لكن حدث هذا تماما عندما أصبحت كويوكي مغنية مشهورة، لتقوم بإتصال بيو في تويتر وتدعوه ليحضر أحد مهرجانتها.

## شخصيات

### شخصيات رئيسية
يو هارونا (榛名優 Haruna Yū)
أداء الصوتي: يوسوكي كوباياشي
يو هو شخصية رئيسية في أنمي، وعضو في فرقة القمر الساقط (the fallen moon) سميت فيما بعد بالمنابع الزرقاء (blue wells)، بعد انتقاله إلى مدرسة في طوكيو، التقى بفوكا أكيتسكي، فتاة غريبة لا تملك هاتف خلوي. بطلب منها، أنشئوا فرقة، التي ستشارك لاحقا في حفل مدرسي، بعد موت فوكا أكتسكي، تعرف على فوكا أوا مغنية صاعدة انظمت إلى فرقته. بعد فترة قصيرة وقع في حبها وبدأ مواعتها، في الفصل 146 كتب أغنية ليوصل لها شعوره والتي تدربوا عليها جميعا.
فوكا أكيتسكي (秋月風夏 Akitsuki Fūka)
أداء الصوتي: جيل هارس
فوكا هي بطلة القصة، تعرف يو على فوكا بعد حادثة عندما اتهمته بأنه التقط صورة لسروالها. لاحقا، قررت أن تشكل فرقة مع يو، سميت ب«القمر الساقط»، وأصبحت مطربة الفرقة، وتدربوا في مدرستهم لحفلة مدرسي، في المانغا، ماتت قبل أن تغني، موتها سبب في انفصال الفرقة، بينما في الأنمي، فوكا لم تغني الأغنية وقررت أن تبدأ عملا منفردا.
فوكا أوا (碧井風夏 Aoi Fūka)
فوكا، اكتسبت شهرتها من فوكا أكيتسوكي، هي مغنية كانت تعيش في إزو، شيزوكا. بعد أداءها في مسابقة مباريات الفرق الموسيقية، عزفت مع القمر الساقط في حفل نظمته فرقة القناقد. بعد هذا، طلبت أوا الانضمام إلى فرقة القمر الساقط. حيث اكتشفت لاحقا أن أبيها هو من كان يقود الشاحنة التي قتلت فوكا، عشقت فوكا أوا يو هارونا في السلسلة وبدأت تواعده في الفصل 146 بعد عزف الأغنية التي كتبها ليوصل لها مشاعره.
كويوكي هيناشي (氷無小雪 Hinashi Koyuki)
أداء صوتي: ساوري هايامي
كويوكي هي صديقة طفولة يو ومغنية مشهورة. بعد حادثة حيث إعترفت بحبها له في قناة وطنية، توقفت عن الغناء المنفرد. وبدأت بإنشاء فرقة الأرانب (rabbits)، حيث يرتدي أعضاء الفرقة أقنعة أرانب أثناء أدائهم لأغانيهم.

## مانغا
في يونيو 2017، نشر 16 مجلد.

## أنمي
اقتبس الأنمي من مانغا وبدأ عرضه في يناير 6، 2017 من إنتاج ديوميديا. أغنية بداية مسلسل هي «أعالي مرتفعات!»(climbers high!) غناء منامي نوماكورا مؤدية صوت كويوكي من فرقة قنافذ (hedgehogs). أغنية نهاية هي «واتاشي نو سيكاي» (watashi no sekai) غناء ميغومي ناكاجيما. في حلقة 6، كانت أغنية النهاية هي «يوكيهانابي»(yukihanabi) من غناء ساوري هايامي.

## روابط خارجية
- فوكا على موقع ANN anime (الإنجليزية)
- فوكا على موقع ANN manga (الإنجليزية)